# Microseris
 Microseris  D.Don, 1832 è un genere di piante angiosperme dicotiledoni della famiglia delle Asteraceae.

## Etimologia
Il nome del genere deriva da due parole greche: "micro" (= piccolo) e "seris" nome usato anticamente per le piante indivia o cicoria.
Il nome scientifico del genere è stato definito dal botanico David Don (1799-1841) nella pubblicazione " Philosophical Magazine, or Annals of Chemistry, Mathematics, Astronomy, Natural History and General Science. London" ( Philos. Mag. Ann. Chem. 11: 388 ) del 1832.

## Descrizione

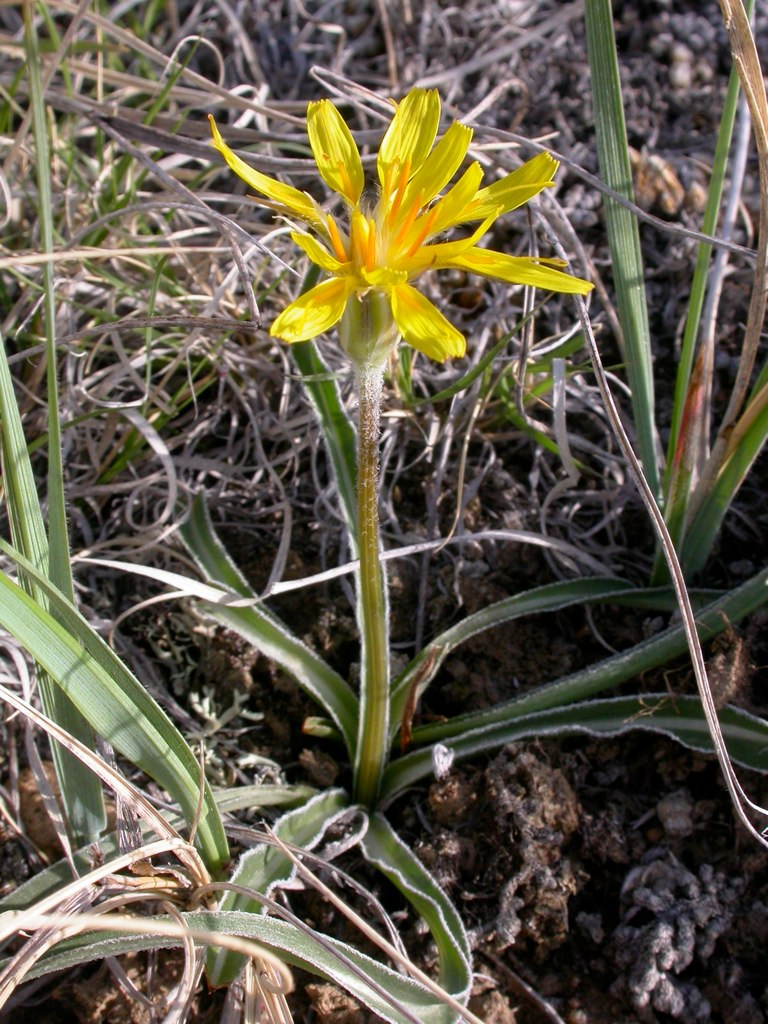
Il portamento
Nothocalais cuspidata

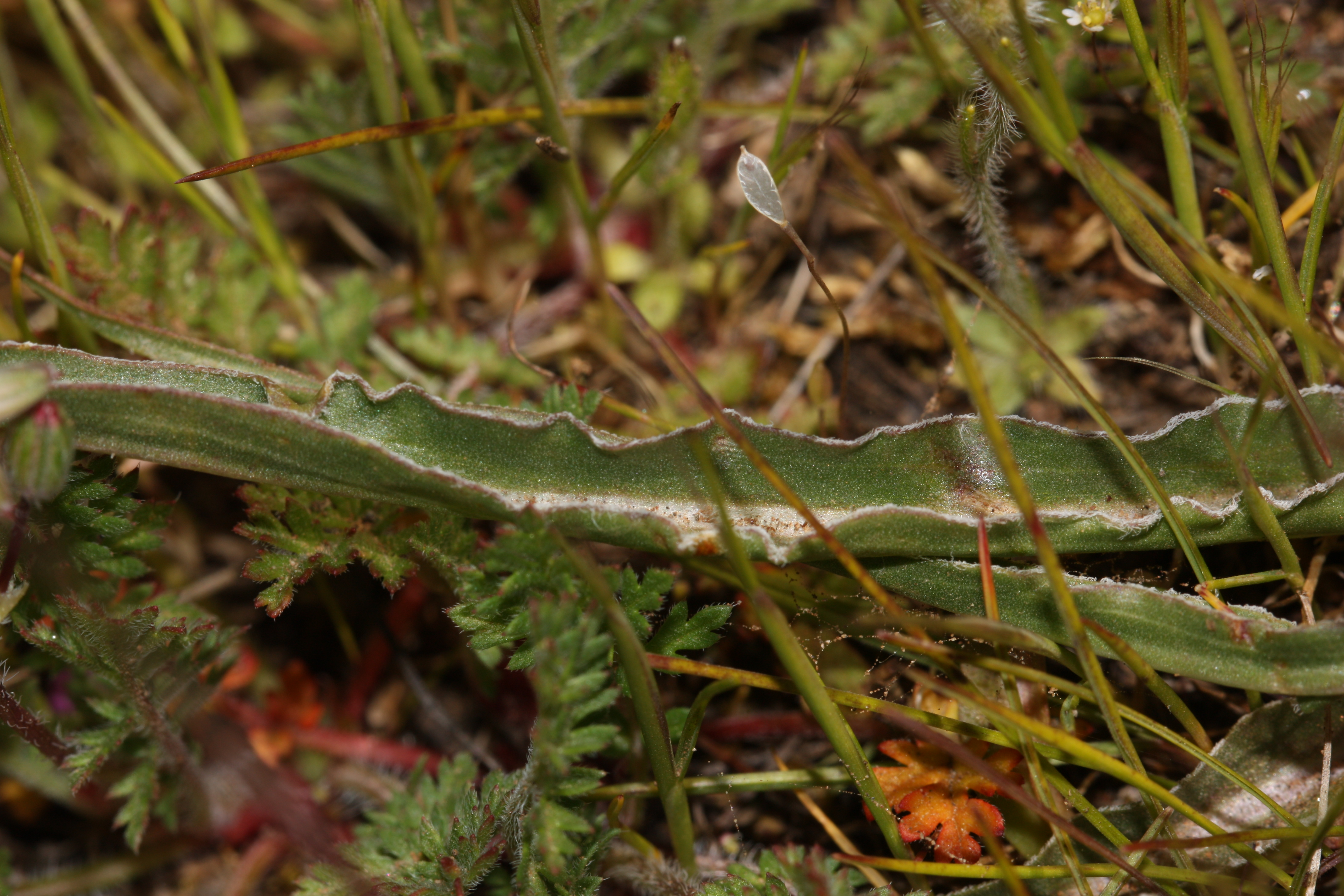
Le foglie
Nothocalais troximoides

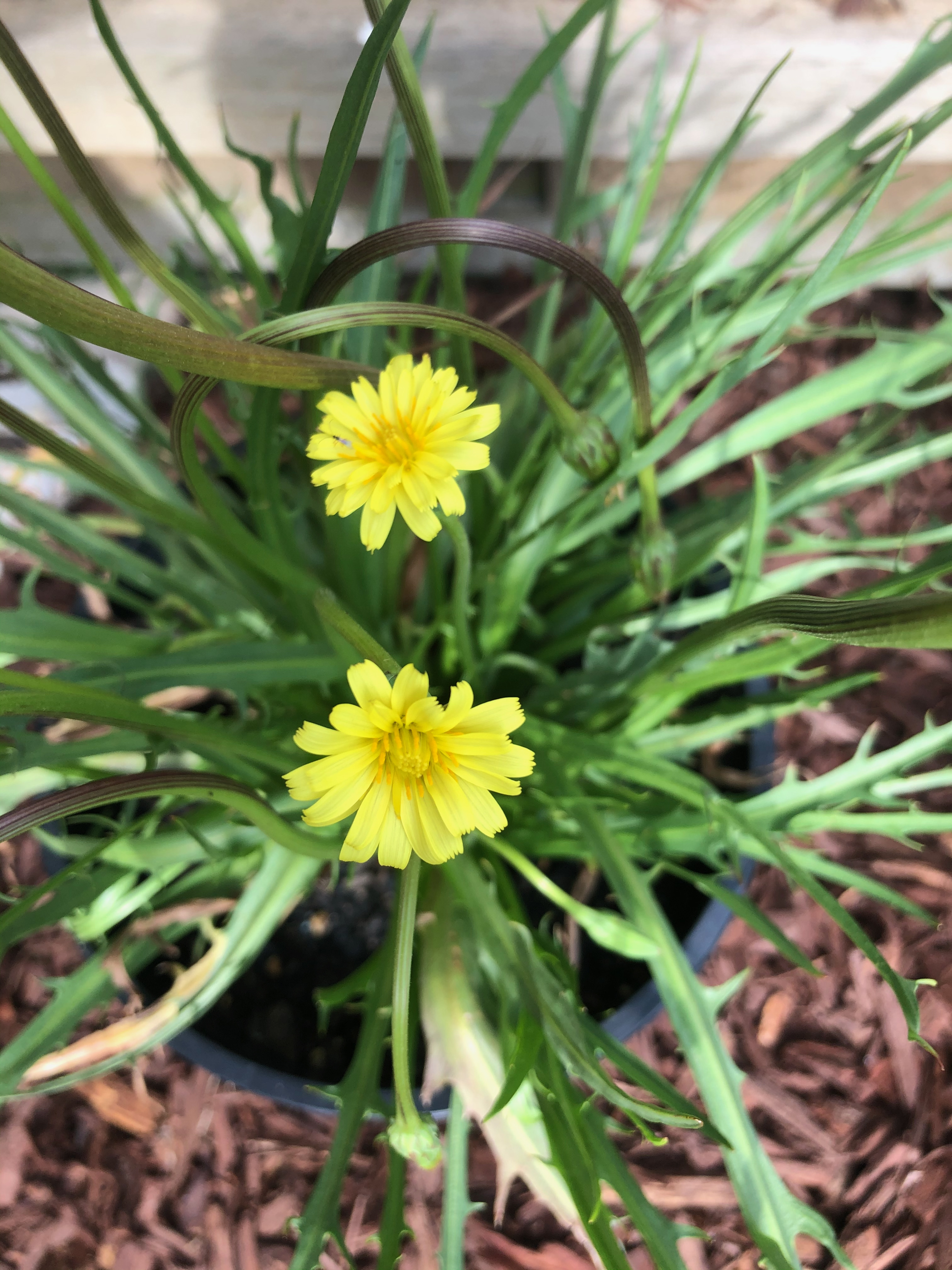
Infiorescenza
Microseris scapigera

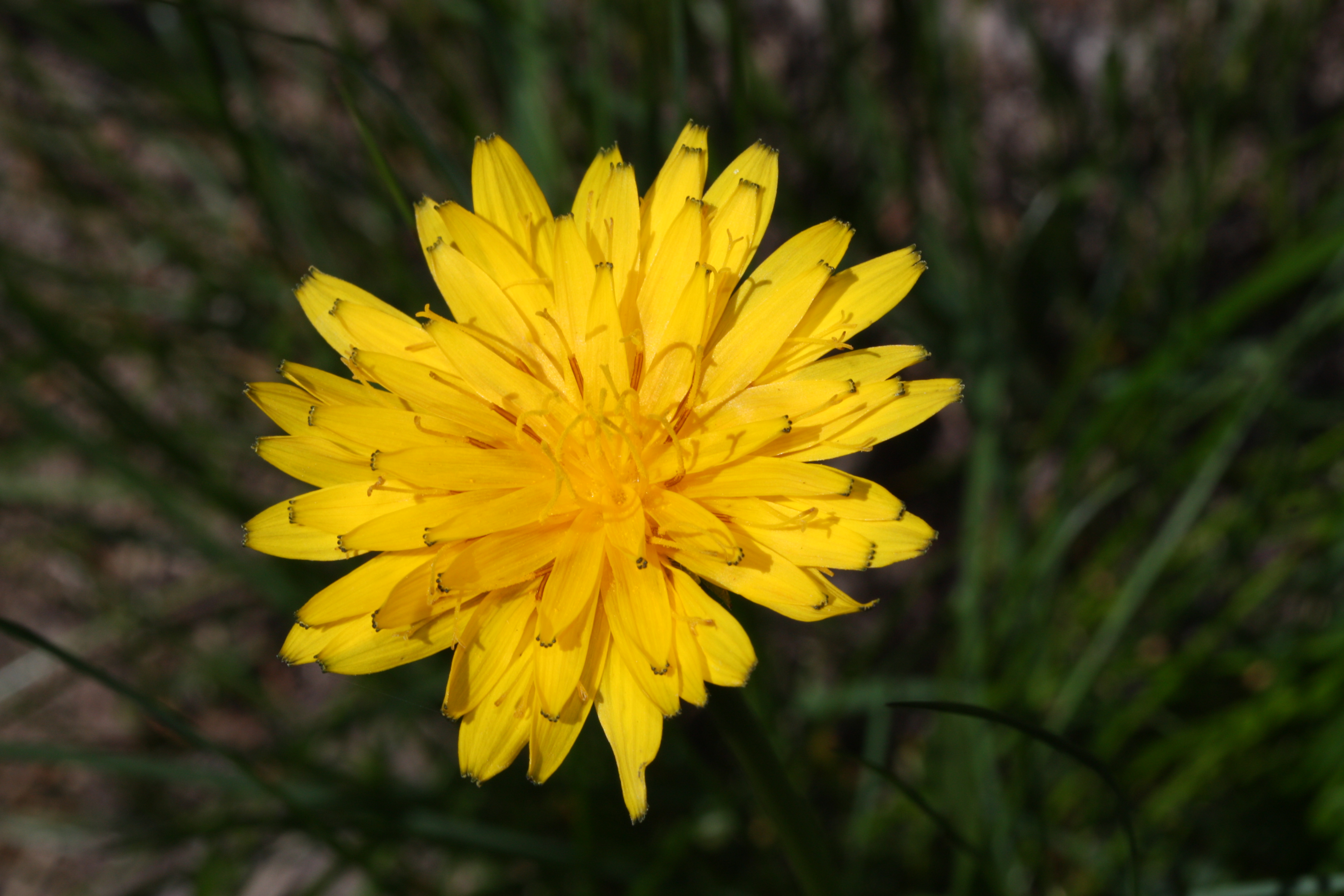
I fiori
Nothocalais alpestris

Habitus. Le specie di questo genere, con cicli biologici annuali o perenni, sono piante non molto alte. Tutte le specie del gruppo sono provviste di latice.
Fusto. I fusti (fino a 30 per pianta), in genere eretti e ascendenti, sono di solito solitari e mediamente ramificati. Le radici in genere sono di tipo fittonante o rizomatoso (nelle specie perenni). Altezza massima: 5 – 120 cm.
Foglie. Sono presenti sia foglie formanti delle rosette basali (in prevalenza) che cauline (nessuna o ridotte) con disposizione alterna. Le foglie sono picciolate con lame a forma da lineare a lanceolata o oblanceolata; i margini sono interi, lacerati, dentati o pennatamente lobati.
Infiorescenza. Le sinflorescenze sono composte da singoli capolini peduncolati e terminali. I capolini, solamente di tipo ligulifloro, sono formati da un involucro composto da diverse brattee (o squame) all'interno delle quali un ricettacolo fa da base ai fiori ligulati. L'involucro ha delle forme ovoidali, globose, campanulate o fusiformi ed è formato da 3 - 5 serie di 5 - 40 brattee. Le brattee sono disuguali a consistenza erbacea e a volte ispessite. Il ricettacolo, alla base dei fiori, è nudo (senza pagliette); inoltre è convesso o poco piatto. Diametro dell'involucro: 3 – 30 mm.
Fiori. I fiori (da 5 a 300 per capolino), tutti ligulati, sono tetra-ciclici (ossia sono presenti 4 verticilli: calice – corolla – androceo – gineceo) e pentameri (ogni verticillo ha in genere 5 elementi). I fiori sono ermafroditi, fertili e zigomorfi.
- Formula fiorale:

*/x K {\displaystyle \infty }, [C (5), A (5)], G 2 (infero), achenio
- Calice: i sepali del calice sono ridotti ad una coroncina di squame.
- Corolla: le corolle sono formate da un tubo e da una ligula terminante con 5 denti; il colore è giallo, bianco o aranciato (abassialmente possono essere violacee).
- Androceo: gli stami sono 5 con filamenti liberi e distinti, mentre le antere sono saldate in un manicotto (o tubo) circondante lo stilo.[12] Le antere sono codate e allungate con una appendice apicale; i filamenti sono lisci. Il polline è tricolporato e di colore arancio.[13]
- Gineceo: lo stilo è filiforme. Gli stigmi dello stilo sono due divergenti, corti, smussati e ricurvi con la superficie stigmatica posizionata internamente (vicino alla base).[14] L'ovario è infero uniloculare formato da 2 carpelli.

Frutti. I frutti sono degli acheni con pappo. Gli acheni, colorati di grigio o marrone, hanno una forma colonnare, obconica o fusiforme con apice troncato e privi di becco (non sono compressi); sono provvisti di 10 - 15 coste longitudinali. Il pappo si compone di 5 - 30 setole (o scaglie) strettamente lanceolate; possono essere barbate o piumate).

## Biologia
- Impollinazione: l'impollinazione avviene tramite insetti (impollinazione entomogama tramite farfalle diurne e notturne).
- Riproduzione: la fecondazione avviene fondamentalmente tramite l'impollinazione dei fiori (vedi sopra).
- Dispersione: i semi (gli acheni) cadendo a terra sono successivamente dispersi soprattutto da insetti tipo formiche (disseminazione mirmecoria). In questo tipo di piante avviene anche un altro tipo di dispersione: zoocoria. Infatti gli uncini delle brattee dell'involucro (se presenti) si agganciano ai peli degli animali di passaggio disperdendo così anche su lunghe distanze i semi della pianta.

## Distribuzione e habitat
La distribuzione è unicamente Americana (North America e Cile), ma anche Australia e Nuova Zelanda.

## Tassonomia
La famiglia di appartenenza di questa voce (Asteraceae o Compositae, nomen conservandum) probabilmente originaria del Sud America, è la più numerosa del mondo vegetale, comprende oltre 23.000 specie distribuite su 1.535 generi, oppure 22.750 specie e 1.530 generi secondo altre fonti (una delle checklist più aggiornata elenca fino a 1.679 generi). La famiglia attualmente (2021) è divisa in 16 sottofamiglie.

### Filogenesi
Il genere di questa voce appartiene alla sottotribù Microseridinae della tribù Cichorieae (unica tribù della sottofamiglia Cichorioideae). In base ai dati filogenetici la sottofamiglia Cichorioideae è il terz'ultimo gruppo che si è separato dal nucleo delle Asteraceae (gli ultimi due sono Corymbioideae e Asteroideae). La sottotribù Microseridinae fa parte del "quinto" clade della tribù; in questo clade insieme alla sottotribù Cichoriinae forma un "gruppo fratello".
I seguenti caratteri sono distintivi per la sottotribù:
- il polline è colorato di arancio;
- la distribuzione è relativa al Nuovo Mondo.

Il genere di questa voce, nell'ambito filogenetico della sottotribù, occupa una posizione abbastanza centrale. Alcuni Autori, considerando l'estensione della sottotribù, l'hanno suddivisa in 8 entità (o alleanze) informali. Il genere di questa voce è stato associato al gruppo Alleanza Microseris, formata da Agoseris, Microseris e Nothocalais, Stebbinsoseris e Uropappus (questi ultimi tre generi sono spesso considerati sinonimi di Microseris).
Il genere è originario dell'America Settentrionale. La distribuzione delle specie distribuite nell'emisfero meridionale e nell'area dell'Australia è dovuta a due eventi di dispersione a lunga distanza. Da un punto di vista filogenetico il genere si presenta diviso in due cladi fratelli (più o meno specie perenni e annuali).
I caratteri distintivi per le specie di questo genere sono:
- la porzione basale delle setole del pappo è sempre ampia.

Il numero cromosomico della specie è: 2n = 18 (specie diploidi e tetraploidi).

### Elenco delle specie
Questo genere ha 21 specie:
- Microseris acuminata Greene
- Microseris alpestris  (A.Gray) Q.Jones ex Cronquist
- Microseris bigelovii  (A.Gray) Sch.Bip.
- Microseris borealis  (Bong.) Sch.Bip.
- Microseris campestris  Greene
- Microseris cuspidata  (Pursh) Sch.Bip.
- Microseris decipiens  K.L.Chambers
- Microseris douglasii  (DC.) Sch.Bip.
- Microseris elegans  Greene ex A.Gray
- Microseris heterocarpa  (Nutt.) K.L.Chambers
- Microseris howellii  A.Gray
- Microseris laciniata  (Hook.) Sch.Bip.
- Microseris lanceolata  (Walp.) Sch.Bip.murnong
- Microseris lindleyi  (DC.) A.Gray
- Microseris nigrescens  L.F.Hend.
- Microseris nutans  (Hook.) Sch.Bip.
- Microseris paludosa  (Greene) J.T.Howell
- Microseris pygmaea  D.Don
- Microseris scapigera  Sch.Bip. murnong
- Microseris sylvatica  Sch.Bip.
- Microseris troximoides  A.Gray

### Sinonimi
Sono elencati alcuni sinonimi per questa entità:
- Apargidium Torr. & A.Gray, 1843
- Bellardia  Colla, 1835
- Calais  DC., 1838
- Fichtea  Sch.Bip., 1836
- Galasia  Sch.Bip., 1866
- Lepidonema  Fisch. & C.A.Mey., 1835
- Nothocalais  (A.Gray) Greene, 1886
- Phyllopappus  Walp., 1841
- Ptilocalais  Greene, 1886
- Ptilophora  A.Gray, 1849
- Scorzonella  Nutt., 1841
- Stebbinsoseris  K.L.Chambers, 1991
- Uropappus  Nutt., 1841